# Einkochtopf
Ein Einkochtopf (auch Einkochkessel oder Einkochapparat) ist ein spezieller Kochtopf zum Einkochen. Er dient zum Erhitzen der Einkochgläser im Wasserbad, wodurch der Inhalt der Gläser sterilisiert wird. Danach beim Erkalten entsteht ein Unterdruck im Glas und der Deckel des Glases wird geschlossen gehalten.
Bereits die ersten als Zubehör zu seinen Einweckgläsern von Johann Carl Weck angebotenen Einkochtöpfe ähnelten den heute noch üblichen Modellen. Es handelt sich um Töpfe mit meist etwa 30 Litern Inhalt, die üblicherweise mit zwei Henkeln versehen sind und auf dem Herd erhitzt werden. Im Deckel befindet sich ein Loch, durch das ein Einkoch-Thermometer gesteckt werden kann. Mit Hilfe dieses Thermometers kann die Temperatur des Wasserbades kontrolliert werden, da sie dem Einkochgut angepasst sein muss. 
Typisch ist ein Einsatz aus einer runden, gelochten Blechplatte, deren Durchmesser dem Innendurchmesser des Topfes entspricht. In der Mitte der Platte sind mehrere Stäbe angebracht, die oben in einem Griff enden. Auf diesen Einsatz wurden die Gläser gestellt, um die Konvektion des Wassers nicht lokal zu behindern. Teilweise waren spezielle Klammern in die Stäbe einhaktbar, die die Glasdeckel beim Einkochen andrückten. Der Einsatz konnte sodann samt den Gläsern in den Einkochtopf gehoben werden. Nach dem Erhitzen verblieben die Gläser eine gewisse Zeit im heißen Wasser, dann nahm man Einsatz samt Gläsern heraus und ließ die Gläser abkühlen. Nach dem Abkühlen hat sich der Unterdruck in den Gläsern ausgebildet und die Klammern konnten entfernt werden. Verbreiteter waren später Glas-spezifische Einweck-Klammern, die auf den Gläsern verbleiben konnten, während der Einsatz bereits aufs Neue benutzt werden konnte. 

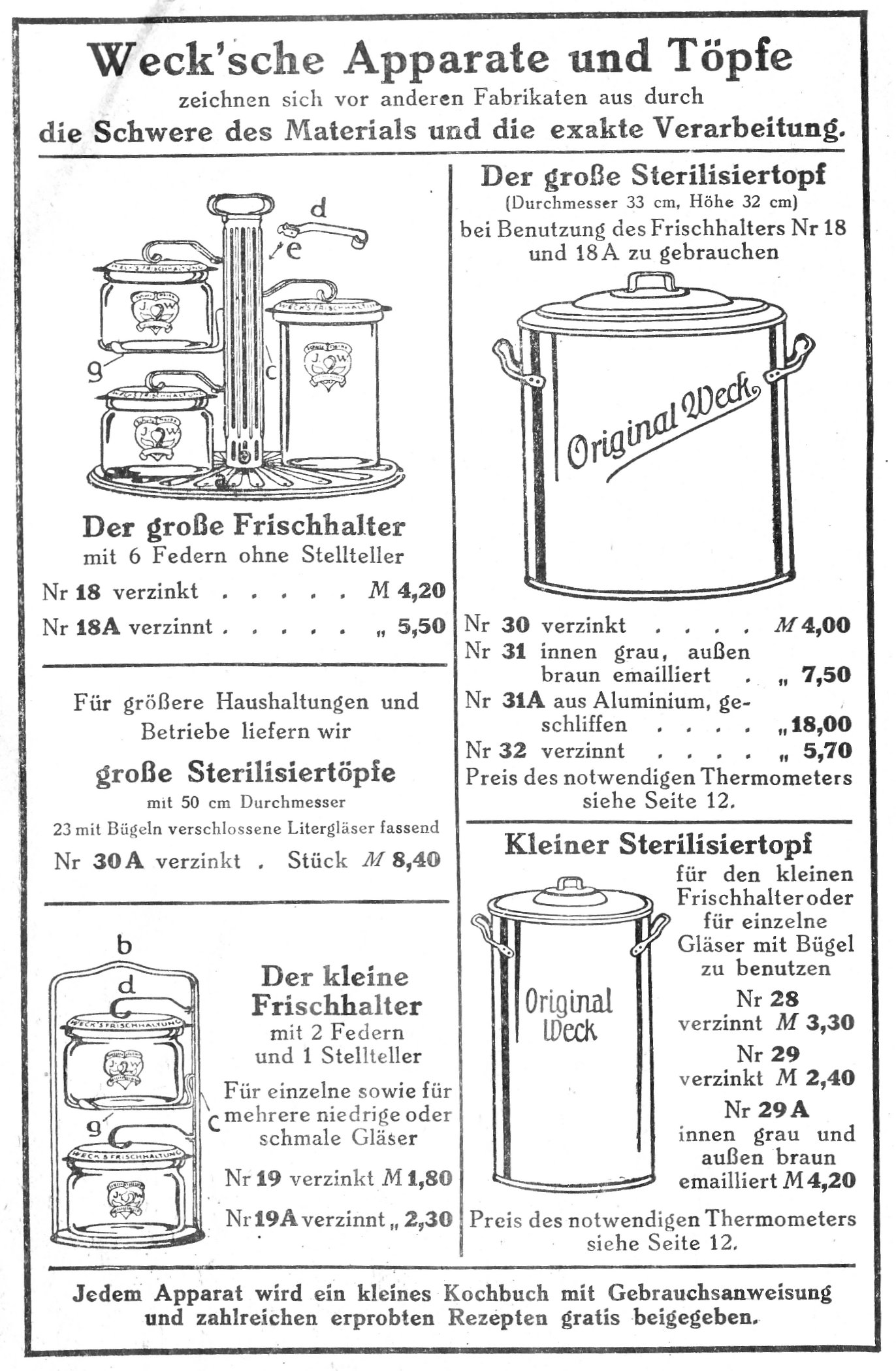
Einkochtöpfe und Zubehör aus einem Prospekt der Firma Weck von 1913.

Anfangs bestanden Einkochtöpfe oft aus verzinktem Blech, später wurden sie auch emailliert, um sie als Kochtöpfe (Suppe, Glühwein) zu verwenden. Verbreitet waren in der Anfangszeit auch kleinere Einkochtöpfe, die lediglich ein oder zwei Gläser aufnehmen konnten. Da zu dieser Zeit das Einkochen die einzig sichere Möglichkeit der Haltbarmachung war, wurden auch übriggebliebene Speisereste eingekocht und wegen der geringeren Mengen dafür solche kleineren Einkochtöpfe benutzt. 
Neben Einkochtöpfen für den Herd werden seit den 1930er Jahren auch Töpfe mit eingebauter elektrischer Heizung hergestellt, die an eine Steckdose angeschlossen werden und damit auch außerhalb der Küche verwendet werden können. Spätere Modelle verfügten über einen Thermostat, mit dem die Temperatur des Wasserbades geregelt wird. Manche Modelle besitzen eine Zeitschaltuhr, die das Gerät nach Ablauf der eingestellten Einweckzeit ausschaltet. 
Manche dieser als Einkochautomaten bezeichneten Geräte sind zusätzlich mit einem Hahn versehen, durch den das Wasser abgelassen werden kann. Auch Heißgetränke können damit gezapft werden. Einige Hersteller bieten auch Einsätze für Einkochautomaten zum Dampfentsaften an. 